# SD 2
Die SD 2 (Sprengbombe Dickwandig 2 kg) war eine deutsche Splitterbombe aus der Zeit des Zweiten Weltkriegs. Sie wurde nie einzeln abgeworfen, sondern ausschließlich als Streubombe. Aufgrund ihres Aussehens im „entfalteten“ Zustand wurde sie von den Briten und Amerikanern als butterfly bomb (Schmetterlingsbombe) bezeichnet.

## Technische Beschreibung

### Aufbau und Funktionsweise
Die SD 2 bestand aus einem gusseisernen Zylinder, der mit 225 Gramm Amatol gefüllt war. Seitlich war ein Zünder eingeschraubt, aus dem eine 121 mm lange Spindel ragte, deren Mittelteil aus einem flexiblen Drahtseil bestand. Vor dem Abwurf war der eigentliche Bombenkörper von zwei halbzylindrischen und an den Stirnseiten von zwei runden Flügeln aus Blech umgeben. Nach dem Abwurf wurden diese Flügel durch eingebaute Spiralfedern ausgeklappt und rutschten aufgrund ihres Luftwiderstands an das Ende der Spindel, wo sie wie ein Fallschirm wirkten. Dies sorgte zum einen für eine größere Streuung und gab speziell bei Abwürfen aus geringer Höhe dem angreifenden Flugzeug mehr Zeit, aus dem Explosionsbereich der Bombe zu entkommen. Da die runden Flügel etwas schräg standen, gerieten die Flügel (und mit ihnen die Spindel) zudem in Drehung, wodurch der Zünder nach etwa 5–10 Umdrehungen scharf wurde.
Die SD 2 B unterschied sich von der ursprünglichen SD 2 nur dadurch, dass der Zünder mit Hilfe eines Steckgewindes (ähnlich einem Bajonettverschluss) anstelle eines gewöhnlichen Schraubgewindes eingesetzt wurde.
Bei einer späteren Version wurde auf die halbzylindrischen Flügel verzichtet und die Flügel an den Stirnseiten wurden annähernd dreieckig beschnitten. Durch den geringeren Luftwiderstand wurde die Abdrift während des Falls der Bombe geringer, wodurch sich ein dichteres Trefferbild ergab. Allerdings war der Einsatz im Tiefflug nicht mehr möglich, da die Bomben sonst direkt unter dem eigenen Flugzeug explodiert wären.
Die Lackierung der SD 2 war uneinheitlich. Es gab feldgraue und dunkelgrüne Exemplare (teilweise mit gelben oder roten Streifen), gelbe (teilweise mit roten Streifen) oder ganz rote.
Ausgeliefert wurde die SD 2 in Kisten à 24 Stück.

### Zünder
Für die SD 2 bzw. SD 2 B standen verschiedene Zünder zur Verfügung, die jeweils zusammen mit einer Zündladung 34 zum Einsatz kamen:
- Zünder 41: Der einzige in der ursprünglichen SD 2 verwendete Zünder. Mit einem kleinen Hebel konnte er entweder in die Stellung „Zeit“ oder in die Stellung „AZ“ gebracht werden. In der Stellung „Zeit“ explodierte die Bombe etwa 5 Sekunden nach dem Scharfmachen des Zünders, also bei ausreichender Abwurfhöhe noch in der Luft. In der Stellung „AZ“ wirkte der Zünder als Aufschlagzünder. Beim Abwurf aus sehr geringer Höhe explodierte die Bombe erst 2,5 Sekunden nach dem Aufschlag, um das abwerfende Flugzeug nicht zu gefährden. Blindgänger waren sehr empfindlich gegen Erschütterungen. Theoretisch konnte der Zünder durch das Hineindrehen der Spindel wieder entschärft werden, was jedoch extrem gefährlich war.
- Zünder 41A: Wie Zünder 41, jedoch weniger empfindlich und mit anderem Gewinde zur Verwendung in der SD 2 B
- Zünder 67: Zeitzünder mit Uhrwerk für die SD 2 B. Die Verzögerung konnte auf 5 bis maximal 30 Minuten eingestellt werden. Wahlweise konnte der Zünder auch als Aufschlagzünder verwendet werden. Nachdem das Uhrwerk erst einmal angelaufen war, konnte der Zünder nicht mehr entschärft werden.
- Zünder 70B: Zünder mit einem mechanischen Uhrwerk. Machte die SD 2 B praktisch zu einer luftverlegten Antipersonenmine. Nach dem Aufprall auf den Boden wurde nach einer kurzen Verzögerungszeit der Zünder endgültig scharf und ließ die Bombe bei der kleinsten Bewegung explodieren. Die Verzögerung war nötig, um eine Explosion zu verhindern, wenn sich die Bombe unmittelbar nach dem ersten Aufschlag noch bewegte. Der Einsatz von SD 2 mit diesem Zünder aus Vertikalmagazinen (s. u.) war verboten, um das eigene Flugzeug nicht durch hängengebliebene Bomben zu gefährden.
- Zünder 70A: Wie 70B, jedoch mit zusätzlichem chemisch-mechanischem Langzeitzünder als Selbstzerstörungsmechanismus mit einer Verzögerung von 4 bis 30 Stunden. In welchem Umfang dieser Zünder wirklich zum Einsatz kam, ist unklar.

In der Regel wurden, nachdem die Zünder 67 und 70 zur Verfügung standen, gleichzeitig Bomben mit verschiedenen Zündern abgeworfen, etwa in einem Mischungsverhältnis von 1:4 (Zünder 67 / Zünder 41). War zu erwarten, dass eigene Truppen das angegriffene Gebiet zeitnah besetzen würden, wurde auf die Verwendung des Zünders 70 verzichtet.

### Hilfsmittel für den Abwurf aus Flugzeugen
Für den Abwurf aus mehrmotorigen Bombern entwickelten die Deutschen das Vertikalmagazin Vemag 90, das in 10 Schächten je 9 Stück SD 2 übereinander aufnahm. Im Bombenschacht einer Do 17 Z konnten beispielsweise bis zu vier Vemag 90 eingebaut werden, so dass dieser Flugzeugtyp insgesamt 360 Stück der SD 2 laden konnte. Für die Messerschmitt Bf 109 E/F gab es spezielle Abwurfgestelle zum Anbau unter dem Rumpf mit einer Kapazität von 96 Bomben. Die Junkers Ju 87 oder die Messerschmitt Bf 110 konnten pro Maschine ebenfalls 96 SD 2 tragen, aufgeteilt auf je 2 Roste à 24 Stück unter jeder Tragfläche. Auch einige andere Flugzeugtypen konnten mit solchen Vorrichtungen ausgerüstet werden.
Für den Abwurf aus größeren Höhe standen verschiedene Abwurfbehälter zur Verfügung, etwa der AB 23, der 23 SD 2 fasste, der AB 250-2 mit 144 SD-2 oder der AB 250-3 mit 108 Bomblets.

## Einsatz im Zweiten Weltkrieg

### Vereinigtes Königreich
Die SD 2 wurde von der Luftwaffe erstmals am 28. Oktober 1940 über Ipswich abgeworfen, später auch über anderen englischen Städten und militärischen Zielen wie Flugfeldern, jedoch zunächst nur in geringen Stückzahlen. Im gesamten Jahr 1942 wurde die SD 2 über Großbritannien überhaupt nicht eingesetzt. Erst 1943 warf die Luftwaffe die Butterfly Bomb in größeren Mengen über England ab – allein im Bereich der Städte Grimsby und Cleethorpes wurden in der Nacht vom 13. auf den 14. Juni, neben herkömmlichen Spreng- und Brandbomben, etwa 3.000 SD 2 abgeworfen (ein Bericht des Home Office von 1945 nannte eine Zahl von 2.760 Stück). Die Splitterbomben forderten während und nach diesem Angriff 163 Opfer. Nach anderen Quellen starben bei dem Angriff insgesamt 66 Menschen, davon 30 alleine in der ersten Stunde nach dem Angriff durch die SD 2. Im Laufe der folgenden Wochen erhöhte sich die Zahl der Todesopfer auf 114. Erst am 9. Juli war die Räumung der Splitterbomben, zu der über 10.000 Personen eingesetzt worden waren, offiziell abgeschlossen. Sieben Männer wurden für ihren Einsatz mit der George Medal ausgezeichnet. Zu diesem Zeitpunkt waren jedoch immer noch nicht alle SD 2 beseitigt. Schätzungen zufolge befanden sich 1945 im Bereich von Grimsby und Cleethorpes noch 732 unentdeckte SD 2. Nach Kriegsende wurden auch deutsche Kriegsgefangene zur Räumung eingesetzt. Erst 1948 wurde die Gegend für sicher erklärt.
Die SD 2 behinderten nicht nur die Lösch- und Rettungsarbeiten – das öffentliche Leben in dem betroffenen Gebiet war bis zur Räumung der butterfly bombs praktisch gelähmt. Aufgrund einer strikten Nachrichtensperre erfuhren die Deutschen jedoch vermutlich nie, wie wirksam der Einsatz der SD 2 gegen Grimsby und Cleethorpes war.
Von allen Todesopfern, die im Gebiet um Grimsby bei insgesamt 37 Angriffen innerhalb von fünf Jahren zu verzeichnen waren, starb mehr als die Hälfte bei diesem einen Angriff.
Die hohen Opferzahlen unter der Bevölkerung veranlassten die britische Führung, mit Plakaten und Filmen vor den Gefahren zu warnen, die von den butterfly bombs ausgingen. Aus Sicherheitsgründen wurden diese von den britischen Bombenräumern in der Regel nicht entschärft, sondern an Ort und Stelle gesprengt. In den ersten 30 Minuten nach dem Abwurf durfte sich laut den britischen Vorschriften niemand einer solchen Bombe nähern für den Fall, dass sie mit einem Zünder 67 ausgestattet war.

### Sowjetunion
Bereits am 22. Juni 1941, dem ersten Tag des Überfalls auf die Sowjetunion spielte die SD 2 eine wichtige Rolle, als die Luftwaffe sie  – zusammen mit der etwas größeren SD 10 – benutzte, um die Flugzeuge der sowjetischen Luftwaffe noch am Boden zu vernichten. Am ersten Tag konnte die Luftwaffe insgesamt etwa 2.000 sowjetische Maschinen zerstören, bei einem Verlust von nur 35 eigenen Flugzeugen, davon 15 ohne Feindeinwirkung. Ein Großteil davon ging auf das Konto von Splitterbomben, die sich im Bombenschacht verklemmt hatten und noch im Flug oder bei der Landung explodierten. Kurz nach Beginn des Russlandfeldzugs wurde daher das Mitführen von SD-Bomben in internen Bombenschächten verboten. Mindestens eine Ju 88 der ersten Angriffswelle ging außerdem verloren, als sie mit einer SD 2 kollidierte, die von einer vorausfliegenden Maschine abgeworfen worden war.
In den folgenden Jahren wurde die SD 2 vor allem gegen sowjetische Infanterie, Geschützstellungen, Nachschubkolonnen und sonstige ungepanzerte Ziele in großen Mengen eingesetzt. Bei der Planung des deutschen Angriffs auf Sewastopol legte Adolf Hitler persönlich „entscheidenden Wert auf die Verwendung von SD2-Bomben“.

### Sonstige Einsätze
Auch über Malta, dem Brückenkopf von Anzio und anderswo im Mittelmeerraum wurde die SD 2 von den Deutschen abgeworfen, ebenso in Frankreich und Belgien.
Nachdem die Alliierten 1945 begonnen hatten, auf deutsches Gebiet vorzurücken, wurden SD 2 mit Zünder 67 auch für den Einsatz durch deutsche Saboteure modifiziert. Dazu wurden die Flügel entfernt; der Zeitzünder wurde durch manuelles Drehen der Spindel in Gang gesetzt. Bis dahin wurde die Spindel durch einen U-förmigen Drahtbügel gesichert.

## Gefahren durch Altlasten
Zwar hatte die SD 2 mit ihren angebauten Flügeln ein relativ charakteristisches Aussehen, jedoch verloren viele der Bomben ihre Flügel beim Aufprall, manchmal mitsamt der Spindel. Dies erschwert dem Laien das Erkennen dieser Sprengkörper, auch aufgrund des Fehlens der typischen stromlinienförmigen Form, wie sie andere Bomben und Geschosse oft aufweisen. So kam etwa 1981 auf Malta ein 41-jähriger Mann ums Leben. Er hatte den Körper einer SD 2 gefunden und einen Griff angeschweißt, um ihn als Hammer zu benutzen. Noch 2009 wurde auf Malta eine SD 2 gefunden und vor Ort gesprengt. Ein Kampfmittelbeseitiger der Armed Forces of Malta sagte in diesem Zusammenhang, die SD 2 sei die gefährlichste Bombe, die man auf der Insel finden könne.
2016 wurde bei Bauarbeiten für den Bahnhof Frankfurt (Main) Gateway Gardens eine SD 2 gefunden, die vor Ort gesprengt werden musste.
Bei Rattelsdorf nördlich von Bamberg befand sich früher ein Sprengplatz, auf dem nach dem Zweiten Weltkrieg von der US Army Munition aus der Luftwaffen-Munitionsanstalt 1/XIII in Breitengüßbach kontrolliert gesprengt wurde. 2018 wurden auf dem Gelände die noch vorhandenen Altlasten geräumt. Dabei wurden innerhalb von gut vier Monaten 18 Tonnen Metallschrott und 8 Tonnen scharfe Munition gefunden. Nicht mehr transportierbare Munition wurde in mehreren Sprengungen vor Ort vernichtet, darunter über 200 Stück SD 2.
Im September 2019 musste vor der Polizeistation in Buchs AG (Schweiz) eine SD 2 entschärft werden. Ein Zivilist hatte den Sprengkörper schon längere Zeit vorher in Aarau bei der Polizei abgegeben. Diese hatte ihn dann nach Buchs transportiert, da die Beamten die Gefährlichkeit des Objekts nicht erkannt hatten. Bei der Entschärfung kam ein spezieller Roboter zum Einsatz.
Im Oktober 2022 entdeckte ein Spaziergänger in einem Waldstück bei Rüstorf im oberösterreichischen Bezirk Vöcklabruck eine SD 2, die von Experten des österreichischen Bundesheeres an Ort und Stelle zur Explosion gebracht wurde.
Bei der Entmunitionierung des ehemaligen Munitionsdepots Wolfsruh mussten 5152 Stück SD 2 vor Ort durch den Kampfmittelräumdienst Brandenburg gesprengt werden.
Im April 2023 wurde während der Durchsuchung der Wohnung eines mutmaßlichen Neonazis neben diversen Schusswaffen auch eine SD 2 entdeckt, die noch in der Wohnung gesprengt werden musste.

## Amerikanischer Nachbau

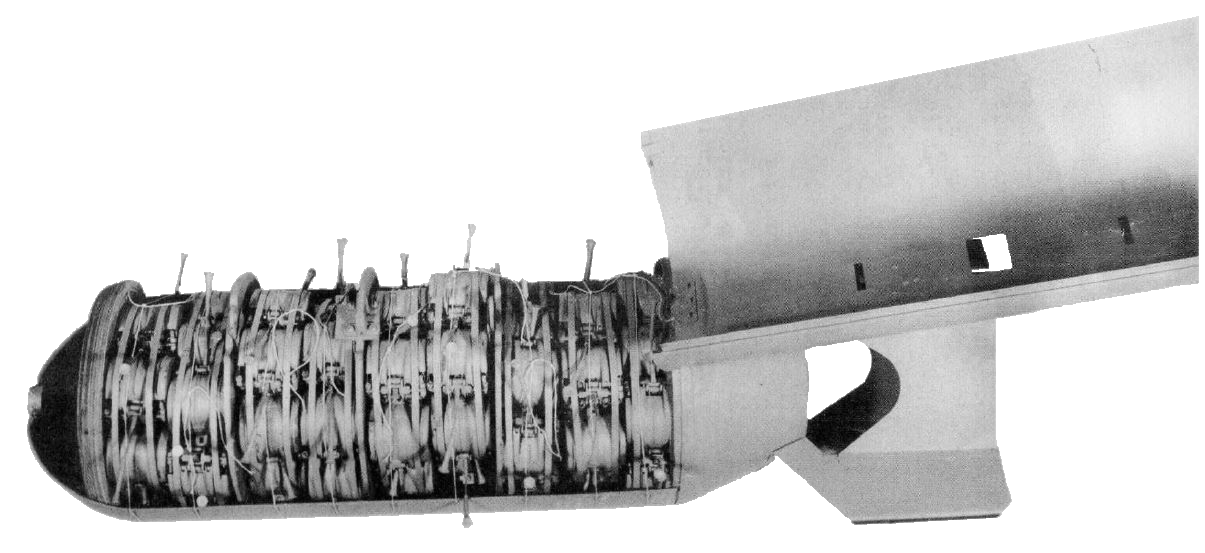
Amerikanische Streubombe M29, beladen mit 90 Stück M83 in neun Scheiben à 10 Stück

Die Alliierten waren von der Wirksamkeit der SD 2 so beeindruckt, dass die Amerikaner unter der Bezeichnung M83 (ursprünglich: T11) eine praktisch originalgetreue Kopie produzierten. Auch hier kamen drei verschiedene Zünder zum Einsatz (vor dem Schrägstrich die alte, dahinter die neuere Bezeichnung):
- T47/M129: Explosion nach Ablauf von 2 bis 2,2 Sekunden oder beim Einschlag (entspricht dem deutschen Zünder 41)
- T48/M130: Zeitzünder, einstellbar auf 3 bis 30 Minuten (entspricht dem deutschen Zünder 67)
- T49/M131: Einsatz als luftverlegte Antipersonenmine (entspricht dem deutschen Zünder 70B)

Für den Abwurf der M83 wurden die Streubomben T10/M28 (100 lb) und M29 (500 lb) verwendet. Erstere wurde bereits beladen an die Truppe geliefert und enthielt 24 M83, letztere wurde unbeladen ausgeliefert und konnte 90 M83 aufnehmen.
Die Amerikaner setzten die M83 im Pazifikkrieg gegen die Japaner, im Koreakrieg und im Vietnamkrieg ein – auch in Laos, das offiziell neutral war.

## Bildergalerie

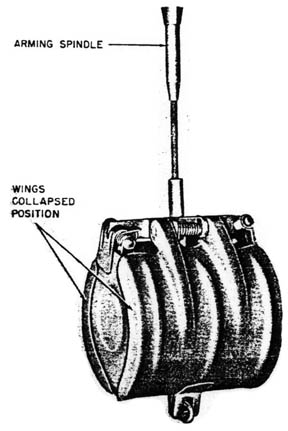
Geschlossene SD 2 vor dem Abwurf
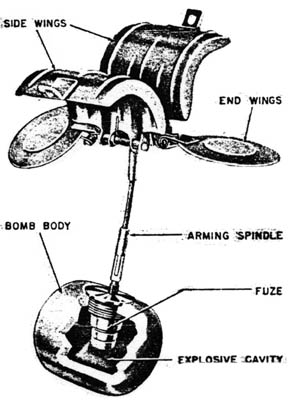
SD 2 mit entfalteten Flügeln
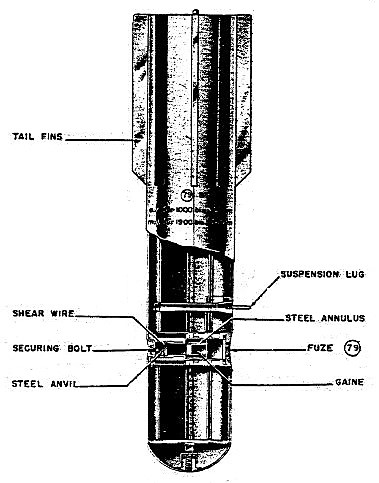
Abwurfbehälter AB 23 für 23 SD 2
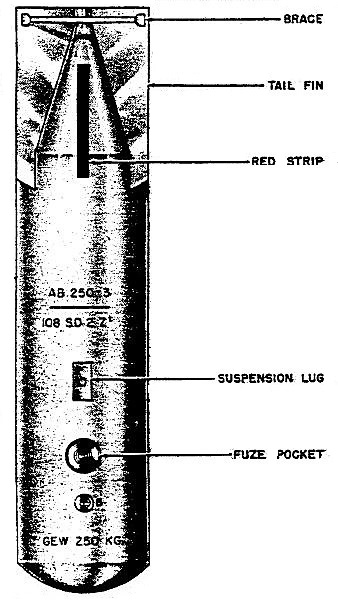
Abwurfbehälter AB 250-3 mit 108 SD 2